# Konstantin Prowałow
Konstantin Iwanowicz Prowałow (ros. Константин Иванович Провалов; ur. 29 maja?/11 czerwca 1906 w miejscowości Babuszkino w obwodzie irkuckim, zm. 10 grudnia 1981 w Moskwie) – radziecki generał pułkownik, Bohater Związku Radzieckiego.

## Życiorys
Urodził się w rodzinie górnika. Skończył 7 klas, później był m.in. przewodniczącym sielsowietu (rady wiejskiej). W Armii Czerwonej służył od 1928, skończył szkołę piechoty oraz kursy dowódców piechoty w Irkucku i Omsku (1931 i 1938). W 1929 uczestniczył w konflikcie o Kolej Wschodniochińską, został ranny, w listopadzie 1937 został szefem sztabu pułku piechoty. Od 1930 należał do WKP(b). Jako dowódca 120 pułku piechoty brał udział w bitwie nad Chasan w 1938, był dwukrotnie ranny. Za zasługi w tej bitwie otrzymał tytuł Bohatera Związku Radzieckiego. Następnie 1939-1941 studiował w Akademii Wojskowej im. Frunzego. Po ataku Niemiec na ZSRR zmobilizowany, walczył na Froncie Południowym i Północno-Kaukaskim, 27 marca 1942 otrzymał stopień generała majora, 16 czerwca 1943 został dowódcą 16 Korpusu Piechoty w 56 Armii Frontu Północno-Kaukaskiego, walczył m.in. w Donbasie, brał aktywny udział w operacji kerczeńsko-eltigeńskiej na Krymie i w operacji krymskiej. Dowodzony przez niego korpus zajął Kercz, Teodozję, Ałusztę, Jałtę, Ałupkę i Bałakławę. W maju 1944 objął dowództwo 113 Korpusu Piechoty 31 Armii 3 Frontu Białoruskiego, na czele którego uczestniczył w operacji witebsko-orszańskiej, od lipca 1944 do końca wojny z Niemcami dowodził 36 Korpusem Piechoty 31 Armii 3 Frontu Białoruskiego, z którym brał udział w operacji mińskiej, białostockiej, gumbinnen-gołdapskiej i insterburgsko-königsbergskiej; w kwietniu 1945 korpus wraz z armią został przeniesiony w skład 1 Frontu Ukraińskiego i wziął udział w operacji praskiej. Po wojnie dowodził korpusami piechoty w Białoruskim Okręgu Wojskowym, 11 maja 1949 otrzymał stopień generała porucznika. W 1950 ukończył Akademię Sztabu Generalnego Sił Zbrojnych ZSRR im. K. Woroszyłowa w Moskwie, od lutego do grudnia 1952 pracował w Sztabie Generalnym, później w Karpackim Okręgu Wojskowym, od grudnia 1953 do kwietnia 1956 dowodził 13 Korpusem Piechoty, 9 maja 1961 otrzymał stopień generała pułkownika, od września 1962 do października 1969 był dowódcą Południowej Grupy Wojsk Radzieckich, następnie został I zastępcą głównego inspektora w Ministerstwie Obrony ZSRR, a w sierpniu 1973 wojskowym konsultantem Grupy Generalnych Inspektorów Ministerstwa Obrony ZSRR. Uczestnik interwencji Układu Warszawskiego w Czechosłowacji w 1968. Był członkiem KC Komunistycznej Partii Azerbejdżanu i deputowanym do Rady Najwyższej RFSRR, Ukraińskiej SRR, Ukraińskiej SRR i Azerbejdżańskiej SRR. Został pochowany na Cmentarzu Nowodziewiczym w Moskwie.

## Odznaczenia
- Złota Gwiazda (25 października 1938)
- Order Lenina (czterokrotnie)
- Order Czerwonego Sztandaru (trzykrotnie)
- Order Czerwonej Gwiazdy
- Order Suworowa I klasy (16 maja 1944)
- Order Suworowa II stopnia (dwukrotnie, 8 lutego 1943 i 19 kwietnia 1945)
- Order Kutuzowa II klasy (4 lutego 1944)
- Order „Za służbę Ojczyźnie w Siłach Zbrojnych ZSRR” III klasy (30 kwietnia 1975)
- Medal „Za zwycięstwo nad Niemcami w Wielkiej Wojnie Ojczyźnianej 1941–1945”
- Medal jubileuszowy „Dwudziestolecia zwycięstwa w Wielkiej Wojnie Ojczyźnianej 1941–1945”
- Medal jubileuszowy „Trzydziestolecia zwycięstwa w Wielkiej Wojnie Ojczyźnianej 1941–1945”